# Valentinianus Galates
Flavius Valentinianus Galates (altgriechisch Οὐαλεντινιανός Γαλάτης; * 18. Januar 366; † 370 oder 372 in Caesarea, Kappadokien, oder Antiochia) war ein römischer Prinz.

## Leben
Valentinianus Galates – der Name bezieht sich vermutlich auf seinen (unbekannten) Geburtsort in Galatien – war der Sohn des Kaisers Valens und seiner Frau Albia Domnica. Er hatte zwei ältere Schwestern namens Anastasia und Carusa. 
Galates kam zu einem Zeitpunkt zur Welt, als sein Vater Valens sich mit dem Usurpator Procopius auseinandersetzen musste. Nachdem Valens’ Bruder Valentinian I. seinen achtjährigen Sohn Gratian 367 zum Mitkaiser ernannt hatte, stellte auch Valens die dynastischen Weichen, indem er seinen zweijährigen Sohn zum Nobilissimus (und damit implizit zum künftigen Caesar) erhob sowie zum Konsul des Jahres 369 designierte. Als Erzieher des Thronfolgers bot sich der Redner und Philosoph Themistios an.
Doch kurz darauf wurde Galates krank und starb. Der frühe Tod war für das Kaiserpaar ein schwerer Schlag, der von religiösen Skandalen und Gerüchten begleitet wurde. Dem Kirchenhistoriker Sokrates Scholastikos zufolge soll Domnica ihrem Mann von Visionen berichtet haben, wonach die schwere Krankheit ihres Sohnes eine Strafe Gottes für die schlechte Behandlung des Metropoliten Basilius von Caesarea gewesen sei. Als der Bischof von Valens aufgefordert wurde, für das Wohl des Kindes zu beten, soll er dessen Überleben von einer Abkehr des Kaisers vom Arianismus abhängig gemacht haben. Valens weigerte sich jedoch und ließ den sterbenskranken Galates nach arianischem Ritus taufen. Daraufhin sagte Basilius den baldigen Tod des Knaben voraus, der dann auch eintrat.